# Залесье (Полонский район)
Залесье (укр. Залісся) — село в Полонском районе Хмельницкой области Украины.
Население по переписи 2001 года составляло 152 человека. Почтовый индекс — 30510. Телефонный код — 8-03843. Занимает площадь 0,674 км². Код КОАТУУ — 6823681002.

## Местный совет
30510, Хмельницкая обл., Полонский р-н, с. Буртин, ул. Победы, 28